# Sid Haig
Sidney Eddie Mosesian (14 de juliol de 1939 – 21 de setembre de 2019),conegut professionalment com a Sid Haig, va ser un actor estatunidenc. Va ser conegut per les seves aparicions a pel·lícules de terror, sobretot pel seu paper de Capità Spaulding a les pel·lícules de Rob Zombie House of 1000 Corpses, Els renegats del diable i 3 from Hell. El capità Spaulding de Haig, i el mateix Haig, han estat anomenats icones del cinema de terror. Haig va tenir un paper principal a la sèrie de televisió Jason of Star Command com el dolent Dragos. Va aparèixer en molts programes de televisió, com ara The Untouchables, Batman, Gunsmoke, Mission: Impossible, Mary Hartman, Mary Hartman , Star Trek, Get Smart, The Rockford Files, Els àngels de Charlie , Fantasy Island, Buck Rogers in the 25th Century, Els ducs de Hazzard , The A-Team, MacGyver i Emergency!. Haig també va tenir papers en diverses de les pel·lícules blaxploitation de Jack Hill dels anys setanta.

## Primers anys
Haig va néixer a Fresno, Califòrnia de pares armenis. Era fill de Roxy (Mooradian) i Haig Mosesian, un electricista. De jove, el seu ràpid creixement va interferir amb la seva coordinació motriu, el que el va impulsar a prendre classes de ball. Als set anys, va treballar com a ballarí remunerat en un espectacle de Nadal infantil i més tard es va unir a un espectacle de revival vodevil.
Haig també era músic, tocava una àmplia gamma d'estils musicals a la bateria, com ara swing, country, jazz, blues i rock and roll. Haig va començar a guanyar diners amb la música i va signar un contracte de gravació un any després de l'escola secundària. Encara adolescent, Haig va gravar el senzill "Full House" amb els T-Birds el 1958, que va arribar al número 4 de les llistes.

### The Pasadena Playhouse
Mentre Haig era a l'escola secundària, la cap del departament de drama era Alice Merrill, que el va animar a seguir una carrera d'actor. Merrill havia estat una actriu de Broadway que havia mantingut contactes amb el negoci. Durant el seu últim any, es va produir una obra de teatre en què Merrill va fer doble repartiment a l'espectacle, perquè un dels seus amics de Hollywood avalués els actors per tal de seleccionar el repartiment final.
Dennis Morgan, una personalitat de la comèdia musical de la dècada de 1940, va veure actuar Haig i el va triar per a un paper destacat a l'obra. Dues setmanes més tard, va tornar per veure l'espectacle i va aconsellar a Haig que continués la seva formació a la vall de San Fernando i que considerés actuar com a carrera. Dos anys més tard, Haig es va matricular a la Pasadena Playhouse, l'escola que va formar actors tan destacats com Robert Preston, Gene Hackman, i Dustin Hoffman. Més tard es va traslladar a Hollywood amb l'amic i company de pis de Pasadena Playhouse Stuart Margolin.

## Carrera d'actuació
El primer paper de Haig va ser en un curtmetratge estudiantil de 1960 titulat The Host, dirigit per Jack Hill a la UCLA. Això va posar en marxa la carrera d'actriu de més de quatre dècades de Haig en més de cinquanta pel·lícules i 350 episodis de televisió. Haig es va convertir en un element bàsic a les pel·lícules de Hill, com ara Spider Baby , Coffy i Foxy Brown. El 1971, Haig va aparèixer a THX 1138, el debut com a director de George Lucas, així com a la pel·lícula de James Bond Diamants per a l'eternitat
In 1971, Haig appeared in THX 1138, the feature film directorial debut of George Lucas, as well as the James Bond film Diamants per a l'eternitat.
El debut televisiu de Haig va ser un paper en un episodi de 1962 de The Untouchables. ambé va aparèixer en diversos altres programes de televisió, com ara Batman, The Man from U.N.C.L.E., Gunsmoke, Mission: Impossible, Star Trek, Get Smart, The Flying Nun, Mary Hartman, Mary Hartman, Emergency!, Els àngels de Charlie, Jason of Star Command, Fantasy Island, Buck Rogers in the 25th Century, The Dukes of Hazzard, The A-Team, MacGyver, i Just the Ten of Us.

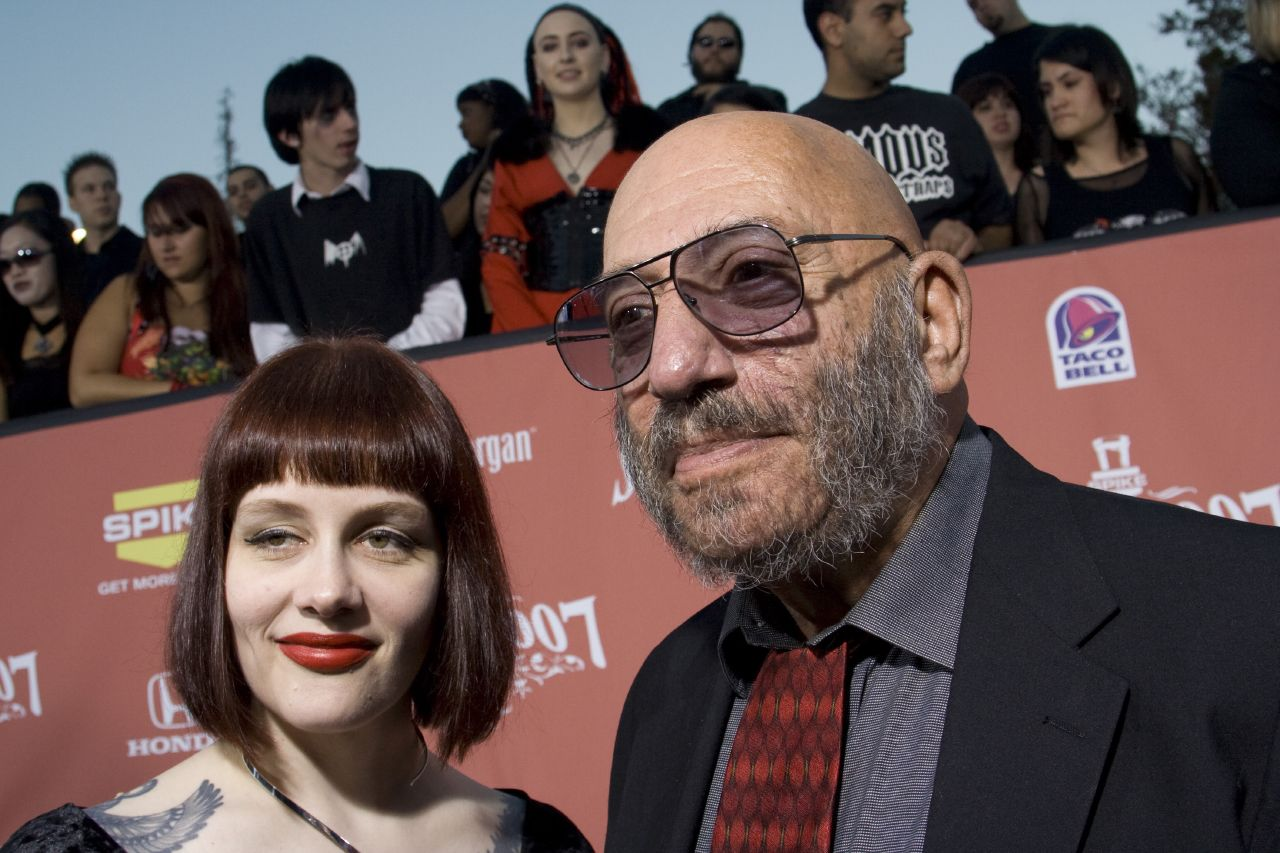
Sid Haig amb la seva esposa, Susan L. Oberg, als Scream Awards de 2007

Haig es va retirar temporalment de l'actuació l'any 1992, sentint-se enganxat: "Ja no volia interpretar més «catxes» estúpids. Simplement em van donar els mateixos papers però em van posar roba diferent. Va ser estúpid, i em va molestar. Jo no hi tindria res a veure". Haig no va treballar com a actor durant cinc anys, així que es va formar i es va convertir en hipnoterapeuta. Durant aquest temps, se li va oferir el paper de Marsellus Wallace (més tard interpretat per Ving Rhames) a Pulp Fiction, el segon llargmetratge dirigit per Quentin Tarantino. Aleshores, Haig estava preocupat perquè la televisió de baix pressupost hagués estat perjudicial per a la seva carrera i, en veure el guió de rodatge i el petit nombre de dies dedicats a cada localitat, segons informa, va rebutjar el projecte; es diu que més tard es va lamentar d'aquesta decisió. Més tard, Haig va aparèixer com a jutge a la pel·lícula de Tarantino de 1997 Jackie Brown, una part escrita específicament per a Haig per Tarantino.
El 2003, Haig va protagonitzar la pel·lícula debut de Rob Zombie House of 1000 Corpses, com un pallasso psicòtic anomenat Captain Spaulding. El paper va reviure la carrera d'actor d'Haig, guanyant-li un premi al "Millor actor secundari" a la 13a edició dels Fangoria Chainsaw Awards, i una inducció al Saló de la fama del terror de Fangoria. Haig va repetir el seu paper de Spaulding a la pel·lícula de 2005 Els renegats del diable, una continuació de House of 1000 Corpses, en què Spaulding és retratat com el patriarca de la criminal família Firefly. El capità Spaulding ha estat considerat una icona moderna del cinema de terror, i el mateix Haig. s'ha anomenat "icona de terror". Per la seva represa del paper a Els renegats del diable, va rebre el premi al "Millor actor" a la 15ns Annual Fangoria Chainsaw Awards, i va compartir el premi a "Vilà més vil" als primers Spike TV Scream Awards amb Leslie Easterbrook, Sheri Moon i Bill Moseley com la família Firefly. Haig també va ser nominat com a "Millor carnisser" als premis Fuse/Fangoria Chainsaw Awards, però va perdre davant  Tobin Bell pel Jigsaw de Saw II.
Haig es va reunir amb Rob Zombie per al remake del director Halloween el 2007, amb Haig interpretant el paper del cuidador del cementiri Chester Chesterfield. Va tornar a repetir el seu paper de capità Spaulding a la pel·lícula d'animació de Zombie de 2009 The Haunted World of El Superbeasto, i va aparèixer a la pel·lícula de 2013 de Zombi The Lords of Salem, així com a les pel·lícules Hatchet III i Devil in My Ride.
El 2019, Haig va aparèixer com el capità Spaulding per darrera vegada a la pel·lícula de Rob Zombie 3 from Hell, una seqüela de House of 1000 Corpses i Els renegats del diable. Va aparèixer pòstumament a la pel·lícula slasher del 2020 Hanukkah, així com la pel·lícula de 2023 Abruptio.

## Vida personal i mort
El 2 de novembre de 2007, Haig es va casar amb Susan L. Oberg.
A principis de setembre de 2019, Haig va ser hospitalitzat després de caure a casa seva a Thousand Oaks, Califòrnia. Mentre es recuperava, va contreure pneumònia Aspergillus després d'aspirar vòmits mentre dormia. Va morir el 21 de setembre de 2019, a l'edat de 80 anys.

## Filmografia selecta

### Cinema
| Any                                 | Títol                                   | Paper                                 | Director                         | Notes                         | Ref(s)        |
| ----------------------------------- | --------------------------------------- | ------------------------------------- | -------------------------------- | ----------------------------- | ------------- |
| 1960                                | The Host                                | El fugitiu                            | Jack Hill                        | curtmetratge                  | [ 40 ]        |
| 1962                                | The Firebrand                           | Diego                                 | Maury Dexter                     |                               | [ 41 ] [ 42 ] |
| 1965                                | Beach Ball                              | Bateria de Righteous Brothers         | Lennie Weinrib                   | No acreditat                  | [ 42 ]        |
| 1966                                | Blood Bath                              | Abdul the Arab                        | Jack Hill i Stephanie Rothman    |                               | [ 43 ]        |
| 1967                                | It's a Bikini World                     | Daddy                                 | Stephanie Rothman                |                               | [ 42 ]        |
| 1967                                | A boca de canó                          | Primer guàrdia del vestíbul de l'àtic | John Boorman                     |                               | [ 13 ] [ 44 ] |
| 1968                                | Spider Baby                             | Ralph                                 | Jack Hill                        |                               | [ 45 ]        |
| 1968                                | The Hell with Heroes                    | Crespin                               | Joseph Sargent                   |                               | [ 42 ]        |
| 1969                                | Pit Stop                                | Hawk Sidney                           | Jack Hill                        |                               | [ 12 ]        |
| 1969                                | Che!                                    | Antonio                               | Richard Fleischer                |                               | [ 46 ]        |
| 1970                                | C.C. and Company                        | Crow                                  | Seymour Robbie                   |                               | [ 47 ]        |
| 1971                                | THX 1138                                | NCH                                   | George Lucas                     |                               | [ 13 ] [ 48 ] |
| 1971                                | The Big Doll House                      | Harry                                 | Jack Hill                        |                               | [ 49 ]        |
| 1971                                | Diamants per a l'eternitat              | Slumber Inc. Attendant                | Guy Hamilton                     |                               | [ 13 ]        |
| 1972                                | The Big Bird Cage                       | Django                                | Jack Hill                        |                               | [ 49 ]        |
| 1972                                | The Woman Hunt                          | Silas                                 | Eddie Romero                     |                               | [ 50 ]        |
| 1972                                | Beware! The Blob                        | Deputy Ted Sims                       | Larry Hagman                     |                               |               |
| 1973                                | Black Mama White Mama                   | Ruben                                 | Jack Hill                        |                               | [ 51 ]        |
| 1973                                | The No Mercy Man                        | Pill Box                              | Daniel Vance                     |                               | [ 17 ]        |
| 1973                                | L'emperador del nord                    | Grease Tail                           | Robert Aldrich                   |                               | [ 44 ]        |
| 1973                                | Coffy                                   | Omar                                  | Jack Hill                        |                               | [ 13 ]        |
| 1973                                | Beyond Atlantis                         | East Eddie                            | Eddie Romero                     |                               | [ 13 ] [ 52 ] |
| 1973                                | The Don Is Dead                         | The Arab                              | Richard Fleischer                |                               | [ 17 ]        |
| 1974                                | Brigada antivici                        | Rizzo's Bouncer                       | Peter Hyams                      |                               | [ 53 ]        |
| 1974                                | Foxy Brown                              | Hays                                  | Jack Hill                        |                               | [ 13 ]        |
| 1974                                | Savage Sisters                          | Malavael                              | Eddie Romero                     |                               | [ 54 ]        |
| 1976                                | El corsari Roig                         | Pirata calb                           | James Goldstone                  |                               | [ 17 ]        |
| 1978                                | Loose Shoes                             | Lone Stranger                         | Ira Miller                       |                               | [ 17 ]        |
| 1981                                | Underground Aces                        | Faoud                                 | Robert Butler                    |                               | [ 55 ]        |
| 1981                                | Chu Chu and the Philly Flash            | Vince                                 | David Lowell Rich                |                               | [ 56 ]        |
| 1981                                | La galàxia del terror                   | Quuhod                                | Bruce D. Clark                   |                               | [ 57 ]        |
| 1982                                | The Aftermath                           | Cutter                                | Steve Barkett                    |                               | [ 58 ]        |
| 1982                                | Forty Days of Musa Dagh                 | Turkish General                       | Sarky Mouradian                  |                               | [ 17 ]        |
| 1987                                | Commando Squad                          | Iggy                                  | Fred Olen Ray                    |                               | [ 59 ]        |
| 1988                                | Warlords                                | The Warlord                           | Fred Olen Ray                    |                               | [ 17 ]        |
| 1989                                | Wizards of the Lost Kingdom II          | Donar                                 | Charles B. Griffith              |                               | [ 17 ]        |
| 1990                                | The Forbidden Dance                     | Joa                                   | Greydon Clark                    |                               | [ 17 ]        |
| 1990                                | Genuine Risk                            | Curly                                 | Kurt Voss                        |                               | [ 17 ]        |
| 1997                                | Jackie Brown                            | Jutge                                 | Quentin Tarantino                |                               | [ 60 ]        |
| 2003                                | House of 1000 Corpses                   | Captain Spaulding                     | Rob Zombie                       |                               |               |
| 2004                                | Kill Bill: Volum 2                      | Jay                                   | Quentin Tarantino                |                               | [ 61 ]        |
| 2005                                | Els renegats del diable                 | Captain Spaulding / "Cutter"          | Rob Zombie                       |                               | [ 62 ]        |
| 2005                                | House of the Dead 2                     | Professor Roy Curien                  | Michael Hurst                    |                               | [ 63 ] [ 64 ] |
| 2006                                | Little Big Top                          | Seymour                               | Ward Roberts                     |                               | [ 17 ]        |
| 2006                                | Vampira: The Movie                      | Ell mateix                            | Kevin Sean Michaels              | Documental                    | [ 65 ] [ 66 ] |
| 2006                                | Night of the Living Dead 3D             | Gerald Tovar, Jr.                     | Jeff Broadstreet                 |                               | [ 13 ]        |
| 2007                                | Dead Man's Hand                         | Roy 'The Word' Donahue                | Charles Band                     |                               | [ 17 ] [ 67 ] |
| 2007                                | Halloween                               | Chester Chesterfield                  | Rob Zombie                       |                               | [ 68 ]        |
| 2007                                | Brotherhood of Blood                    | Pashek                                | Michael Roesch i Peter Scheerer  |                               | [ 68 ]        |
| 2009                                |                                         |                                       |                                  |                               |               |
| The Haunted World of El Superbeasto | Captain Spaulding                       | Rob Zombie                            | Veu                              | [ 63 ]                        |               |
| Dark Moon Rising                    | Crazy Louis                             | Dana Mennie                           |                                  | [ 3 ]                         |               |
| 2010                                | The Black Box                           | Radio Evangelist                      | Jonathan Lewis i David Sherbrook | Voice role                    | [ 69 ]        |
| 2011                                | Creature                                | Chopper                               | Fred M. Andrews                  |                               | [ 68 ]        |
| 2012                                | The Lords of Salem                      | Dean Magnus                           | Rob Zombie                       |                               | [ 70 ]        |
| 2013                                | Hatchet III                             | Abbott McMullen                       | BJ McDonnell                     |                               | [ 68 ]        |
| 2013                                | Devil in My Ride                        | Iggy                                  | Gary Michael Schultz             |                               | [ 71 ]        |
| 2013                                | The Penny Dreadful Picture Show         | Shopkeeper                            | Eliza Swenson                    |                               | [ 72 ]        |
| 2013                                | Zombex                                  | The Commander                         | Jesse Dayton                     |                               | [ 33 ]        |
| 2015                                | Bone Tomahawk                           | Buddy                                 | S. Craig Zahler                  |                               | [ 73 ]        |
| 2017                                | Death House                             | Icicle Killer                         | B. Harrison Smith                |                               | [ 33 ] [ 68 ] |
| 2017                                | To Hell and Back: The Kane Hodder Story | Ell mateix                            | Derek Dennis Herbert             | Documental                    | [ 74 ]        |
| 2018                                | Suicide for Beginners                   | Barry                                 | Craig Thieman                    |                               | [ 75 ]        |
| 2018                                | Cynthia                                 | Detectiu Edwards                      | Devon Downs i Kenny Gage         |                               | [ 76 ] [ 77 ] |
| 2019                                | High on the Hog                         | Big Daddy                             | Tony Wash                        |                               | [ 3 ]         |
| 2019                                | 3 from Hell                             | Captain Spaulding                     | Rob Zombie                       |                               | [ 3 ]         |
| 2020                                | Hanukkah                                | Judah Lazarus                         | Eben McGarr                      | Estrena pòstuma               | [ 33 ] [ 34 ] |
| 2022                                | Suicide for Beginners                   | Barry                                 | Craig Thieman                    | Estrena pòstuma               |               |
| 2023                                | Abruptio                                | Sal                                   | Evan Marlowe                     | Estrena pòstuma; darrer paper | [ 26 ] [ 35 ] |

### Televisió
| Any       | Títol                                        | Paper                                                 | Notes                                     | Ref(s)               |
| --------- | -------------------------------------------- | ----------------------------------------------------- | ----------------------------------------- | -------------------- |
| 1962      | The Untouchables                             | Augie the Hood                                        | Episodi: "The Case Against Eliot Ness"    | [ 15 ]               |
| 1965      | The Lucy Show                                | The Mummy                                             | Episodi: "Lucy and the Monsters"          | [ 78 ]               |
| 1966      | Batman                                       | Royal Apothecary                                      | 2 episodis                                | [ 16 ] [ 42 ] [ 79 ] |
| 1966–1969 | Gunsmoke                                     | Eli Crawford / Buffalo Hunter / Cawkins / Wade Hansen | 4 episodis                                | [ 13 ] [ 16 ] [ 53 ] |
| 1966–1970 | Mission: Impossible                          | Various roles                                         | 9 episodis                                | [ 16 ] [ 53 ]        |
| 1967      | Star Trek                                    | First Lawgiver                                        | Episodi: "El retorn dels arcans"          | [ 15 ] [ 17 ]        |
| 1967–1970 | Get Smart                                    | Guard / Bruce / Turk                                  | 3 episodis                                | [ 13 ] [ 42 ]        |
| 1968      | The Flying Nun                               | Señor Quesada                                         | Episodi: "The Return of Father Lundigan"  | [ 15 ] [ 42 ]        |
| 1974      | The Rockford Files                           | B.J.                                                  | Episodi: Caledonia, it's worth a fortune! |                      |
| 1975      | Who Is the Black Dahlia?                     | Tattoo Artist                                         | Television film                           | [ 17 ]               |
| 1975      | Emergency!                                   | Spike                                                 | 1 episodi                                 | [ 17 ]               |
| 1976      | The Return of the World's Greatest Detective | Vince Cooley                                          | Television film                           | [ 17 ]               |
| 1976–1977 | Mary Hartman, Mary Hartman                   | Texas                                                 | 55 episodis                               | [ 16 ]               |
| 1978      | Els àngels de Charlie                        | Reza                                                  | Episodi: "Diamond in the Rough"           | [ 16 ] [ 17 ]        |
| 1978      | Evening in Byzantium                         | Asied                                                 | Television miniseries                     | [ 17 ]               |
| 1978–1979 | Jason of Star Command                        | Dragos                                                | 28 episodis                               | [ 17 ]               |
| 1978–1983 | Fantasy Island                               | Otto / Harlen / Hakeem                                | 3 episodis                                | [ 17 ]               |
| 1979      | Death Car on the Freeway                     | Maurie                                                | Telefilm                                  | [ 17 ]               |
| 1980–1981 | Buck Rogers in the 25th Century              | Pratt / Spirot                                        | 2 episodis                                | [ 15 ]               |
| 1981–1985 | The Fall Guy                                 | Yusef / Arnie / Mr. Fick / Biker                      | 4 episodis                                | [ 17 ]               |
| 1982      | The Dukes of Hazzard                         | Slocum                                                | Episodi: "Miz Tisdale on the Lam"         | [ 16 ]               |
| 1982      | Knight Power                                 | The Snake                                             | Voice: Episode: "Easter Creeps"           |                      |
| 1983      | The A-Team                                   | Sonny Jenko                                           | Episodi: "Black Day at Bad Rock"          | [ 13 ] [ 17 ]        |
| 1983      | Automan                                      | 1st Gang Member                                       | Episodi: "Pilot"                          | [ 17 ]               |
| 1985      | Amazing Stories                              | Thug                                                  | Episodi: "Remote Control Man"             | [ 17 ]               |
| 1985–1986 | MacGyver                                     | Khalil / Khan                                         | 2 episodis                                | [ 17 ]               |
| 1988      | Goddess of Love                              | Hephaestus                                            | Telefilm                                  | [ 80 ]               |
| 1989–1990 | Just the Ten of Us                           | Bob                                                   | 3 episodis                                | [ 17 ]               |
| 1992      | Boris and Natasha: The Movie                 | Colonel Gorda                                         | Telefilm                                  | [ 81 ]               |
| 2018      | Tigtone                                      | Lord Festus                                           | Veu Episodi: "Tigtone and the Pilot"      | [ 82 ]               |